# DC Universe Online
DC Universe Online sau DCUO este un MMORPG lansat de către Sony Online Entertainment-Austin. Jim Lee este directorul executiv de creare a jocului, împreună cu Carlos D'Anda, JJ Kirby, Oliver Nome, Eddie Nuñez, Livio Ramondelli și Michael Lopez. Creatorul lui EverQuest, Chris Cao a fost directorul jocului de la lansarea acestuia până în mai 2011, când a fost înlocuit de Mark Anderson, care anterior acestui post a deținut slujba de director grafic. Însuși Mark Anderson a fost înlocuit după aceea de Jens Anderson. Shawn Lord este de asemenea implicat în dezvoltarea jocului. Geoff Johns este principalul scenarist al jocului.
Prima versiune conceptuală a jocului a fost lansată pe data de 4 iulie 2008, iar primul filmuleț(trailer) pe data de 14 iulie 2008. Jocul în sine a fost lansat trei ani mai târziu, la începutul lui ianuarie 2011.
Jocul se baza pe abonament, fiecare utilizator fiind nevoit să plătească 14.99$ în fiecare lună. Abonamentul în Regatul Unit era de 9.99£ pe lună, 19.99£ pe trei luni și 49.99£ pe șase luni. Costul în Australia pentru abonați era de 19.95$ AUD. 
Pe data de 19 septembrie 2011 producătorii anunță că DCUO va fi disponibil pentru a fi jucat gratis, începând din luna octombrie al aceluiași an. De pe data de întâi noiembrie, jocul este gratis, fiind astfel accesibil gamerilor din lumea întreagă.
Sunt trei feluri de jucători în DCUO: cei care joacă gratuit, cei Premium( care au cheltuit cel puțin 5$ în interiorul jocului) și cei Legendary care sunt abonați.

## Atmosfera jocului
DC Universe Online este un masiv multiplayer online în care jucătorii își asumă anumite roluri fantastice odată logați în interiorul acestuia. Acțiunea are loc în universul DC. Sony Online Entertainment afirmă că dorește să facă loc unui nou tip de MMORPG, jocul The Incredible Hulk: Ultimate Destruction fiind declarat sursă principală de inspirație pe parcursul dezvoltării lui DCUO. SOE lucrează să facă DC Universe Online mult mai interactiv din punct de vedere al gameplayului decât MMO-urile deja lansate pe piață, în timp ce încearcă să păstreze elementele clasice cum ar fi sistemul de leveling, instanțele de raid, progresul grafic și inventarele destinate fiecărui jucător în parte. Lumea jocului este comună, un spațiu public care nu este împărțit pe teritorii care aparțin binelui și răului deopotrivă. Spațiul public are ca și caracteristică conținutul dinamic generat pentru eroi și răufăcători( el fiind creat într-o manieră unică de fiecare jucător în parte, neputând alege unul dintre personajele principale ale jocului).
Jucătorii vor alege un mentor pentru caracterul lor ( Superman, Batman sau Femeia Minune pentru eroi și Lex Luthor, Joker sau Circe pentru răufăcători). Poziția lor de început în interiorul jocului, premiile misiunilor principale și prada moburilor o să fie influențate de acea decizie. 
Zonele de start sunt fie Metropolis ori orașul Gotham pentru ambele tabere. Eroii pot de asemenea să meargă la Turnul De Veghe al celor din Liga Dreptății, în timp ce răufăcătorii pot intra în Societatea Secretă A Super Ticăloșilor din Hala Osândei. Alte locuri protejate în Gotham și Metropolis pot fi găsite cu ajutorul teleportării de la bazele celor două tabere ori din interiorul celor două orașe. Pentru eroi sunt numeroase secții de poliție. Pentru ticăloși sunt cluburile de noapte conduse de către răufăcători.
Fiecărui caracter îi este dat un comunicator corespunzător taberei din care face parte, prin care recepționează mesaje urgente de la mentor sau de la colegii de breaslă, împreună cu subordonații săi. Eroii vor primii frecvent informații de actualizare de la Oracol, în timp ce răufăcătorii vor primii date de la Calculator.
În plus față de sarcinile mentorului, caracterele jucătorului s-ar putea să primească mesaje de ajutor de la mentorii aceleiași tabere. Caracterele jucătorului ar putea de asemenea să accepte misiuni de la NPC-urile de pe stradă , care  de cele mai multe ori sunt  personaje nesemnificative din interiorul facțiunii sale. De asemenea există oportunitatea de înfăptuire a anumitor acțiuni în timp ce caracterul se află pe stradă, acestea fiind corespunzătoare taberei alese de către jucător. De exemplu, un caracter erou ar putea întâlni un bandit care jefuiește un camion blindat, sau care încearcă să dea o spargere într-o clădire sau, care jefuiește un cetățean. Un răufăcător ar putea avea oportunitatea de a ajuta un hoț să jefuiască un camion blindat, sau să asalteze un cetățean folosind un ATM. Toate interacțiunile cu NPC-uri sunt animate și folosesc voci ca și în viața reală.
Caracterele jucătorului vor obține un nivel al amenințării, acest nivel determinând cum vor acționa NPC-urile eroilor și cele ale răufăcătorilor, ele răspunzând amenințării în maniere total diferite.
Spațiul împărțit de ambele tabere oferă opțiunea de luptă împotriva mediului (player versus environment-PVE) care ia forma misiunilor în aer liber și al altor instanțe. Jucătorul  mai are posibilitatea luptelor contra altor jucători (PVP), în interiorul acestui spațiu.
. Succesul în misiunile PVE este recompensat cu bani din interiorul jocului, bucăți de costum, echipament și consumabile, în timp ce în lupta PVP, jucătorul este recompensat cu deschiderea unor seturi speciale de echipament.

## Personajele confirmate
| Eroi | Eroi | Eroi | Eroi | Eroi |
| --- | --- | --- | --- | --- |
| - Alpha Lanterns - Ambush Bug - Aquaman - Batgirl - Batman - Batwoman - Beast Boy - Black Canary - Black Lightning - Booster Gold                                                                          | - Captain Marvel - Cyborg - Doctor Fate - Donna Troy - Etrigan the Demon - Fire - Flash (Jay Garrick) - Flash (Barry Allen) - Green Arrow                                                     | - Green Lantern (Alan Scott) - Green Lantern (Guy Gardner) - Green Lantern (Hal Jordan) - Green Lantern (John Stewart) - Green Lantern (Kyle Rayner) - Hawkgirl - Hawkman - Huntress - Kid Flash - Kilowog - Krypto | - Martian Manhunter - Mera - Nightwing - Oracle - Power Girl - Question - Raven - Red Tornado - Robin - Spectre | - Starfire - Static - Steel - Supergirl - Superman - Swamp Thing - Wildcat - Wonder Girl - Wonder Woman - Zatanna                                                                                 |
| Răufăcători | | | | |
| - Abra Kadabra - Amon Sur - Arkillo - Atrocitus - Bane - Bizarro - Black Adam - Brain - Brainiac - Brother Blood - Brother Eye - Bruno Mannheim - Calculator - Captain Boomerang - Captain Cold - Catwoman | - Cheetah - Chemo - Circe - Clayface - Deathstroke - Doctor Psycho - Doctor Sivana - Doomsday - Eclipso - Egg Fu - Evil Star - Felix Faust - General Zod - Giganta - Gorilla Grodd - H.I.V.E. | - Harley Quinn - Heat Wave - Hush - Isis - Joker - Killer Croc - Killer Frost - Kordax - Krona - Kyle Abbot - Lady Shiva - Larfleeze - Lex Luthor - Lion-Mane - Lyssa Drak - Manhunters                             | - Major Force - Metallo - Mirror Master - Monsieur Mallah - Mr. Freeze - Mr. Mxyzptlk - Non - Parallax - Parasite - Penguin - Pied Piper - Poison Ivy - Queen Bee - Query and Echo - Ra's al Ghul - Riddler - Scarecrow | - Sinestro - Solomon Grundy - Talia al Ghul - T.O. Morrow - Top - Toyman - Trickster - Trigon - Two-Face - Ultra-Humanite - Ursa - Veronica Cale - Vice - Weather Wizard - Whisper A'Daire - Zoom |
| Alte personaje | | | | |
| - Amanda Waller - Comisarul James Gordon - Harvey Bullock | - Jack Ryder - Jeremiah Arkham - Jimmy Olsen | - Jonathan și Martha Kent - Jor-El - Lana Lang | - Lois Lane - Lucius Fox - Maggie Sawyer | - Perry White - Pete Ross - Vicki Vale |

## Povestea
Acțiunea DC Universe Online se desfășoară în prezent, dar secvența  cinematicului de început are loc într-o lume răvășită de către război, a unui viitor care ilustrează o bătălie finală între fascinantele lumi ale binelui și răului.
Această bătălie are loc în ruinele Metropolisului invocând moartea multor personaje cunoscute din interiorul universului DC. Bătălia culminează cu moartea lui Superman sub urgia lui Lex Luthor, povestea lăsându-i pe Batman și pe Joker ca și supraviețuitori( această informație o aflăm ulterior). Luthor se retrage pentru a se bucura de victoria sa, dar observă flota lui Brainiac care umple cerul. 
Scena după aceea se schimbă către ziua prezentă, unde viitorul Luther le povestește eroilor din prezent ( Batman,Superman, Femeia Minune) ce s-a întâmplat. Luthor le explică că războiul final între eroi și răufăcători a fost declanșat de manipulările subtile ale lui Brainiac, care încetul cu încetul le prelua puterile supernaturale. Cu ființele cele mai puternice ale planetei moarte , Brainiac intenționează să folosească date piratate pentru a crea o armată de supra-oameni care să se afle sub controlul lui, această armată facilitându-i lui oportunitatea de a cuceri Pământul. Ca ultim supraviețuitor al planetei, Luthor nu poate face nimic împotriva forțelor subjugante ale lui Brainiac.
Luthor le povestește cum a reușit să supraviețuiască în secret și până la urmă să fure informațiile adunate de către Brainiac de pe nava mamă a acestuia în formă de Exobiți, nanoboți care se pot unii cu o ființă vie, dându-i acesteia superputeri. 
După ce reușește să proiecteze o mașină a timpului sau după ce o fură din arsenalul tehnologic al lui Brainiac, Lex Luthor călătorește în trecut pentru a elibera nanoboții în atmosfera Pământului din prezent. Eroii sunt ofensați, dar Luthor le explică că făcând acest lucru se vor naște în curând mii de supra-oameni care vor fi creați din oameni normali ( devenind caracterele pe care fiecare jucător le proiectează individual). El îi roagă pe cei din Liga Dreptății să găsească și să antreneze acești supra-oameni, deoarece Brainiac este pe cale să apară și Pământul de această dată trebuie să aibe succes acolo unde a eșuat înainte.
În cel de-al doilea filmuleț  "În Lex avem încredere ", aflăm că descrierea lui Lex despre evenimentele care duc la sosirea lui în prezent, nu este așa cum le-a povestit el eroilor. Filmulețul începe cu Lex care îl trezește pe aliatul său, Fracture, din somnul inconștienței. Lex îi explică că forțele lui Brainiac deja au penetrat  "Fortăreața Singurătății " și că timpul lor este aproape de sfârșit. Apropiindu-se de o cameră care conține un portal de călătorit în timp, Fracture este atacat de un robot Eradicator de-a lui Brainiac pe care îl distruge folosind o grenadă mică. Cei doi ajung la portalul care este stabilizat de către Batman, care are fața desfigurată și brațul înlocuit cu unul robotic, acesta fiind rezultatul rănilor din urma bătăliei dintre eroi și răufăcători. Cu tot mai mulți Eradicators intrând în cameră, Luthor se așează pe jos zicând că armura sa este deteriorată și că nu le poate tine prea mult timp față.
Batman îi spune lui Fracture să ia Exobiții și să treacă prin portal în timp ce atacă roboții pentru a face rost de mai mult timp ca ei să scape. Fracture îi mulțumește lui Lex pentru faptul că a folosit Exobiții pe el pentru a-i da puteri. Lex văzând oportunitatea pe care o aștepta, îl omoară pe Fracture pe care îl descrie ca pe  "un excelent cobai de laborator ". În momentul în care Lex este pe cale să intre în portal, Batman îi spune că va veni după el, dar Lex contrazicându-l îi spune că acest lucru nu se va întâmpla, activând modulul de autodistrugere. Răufăcătorul intră în portal și   "Fortăreața Singurătății " explodează. Odată transportat prin spațiul temporal, acesta ajunge într-o alee întunecată unde își întâlnește versiunea din prezent care îi zice că a întârziat.

## Universul
În timp ce universul DC din joc a arătat o largă similaritate cu cel care se găsește în publicațiile celor de la DC Comics, nu se știe cu exactitate dacă acesta este adevăratul univers DC sau doar o componentă din vastele posibilități ale lui DC Multiverse.
Diferențe notabile există, ca de exemplu absența lui Damian Wayne și cea a lui Stephanie Brown. Dick Grayson ca și Aripa Nopții și Tim Drake care este încă Robin, Cassandra Cain care încă este BatGirl, folosirea continuă a steroidului toxină de către Bane, reîntoarcerea lui Black Adam la statutul de răufăcător, Ralph Dibny încă activ, împreună cu absența multor altor personaje, ca de exemplu corporația intergalactică a Lanternelor Verzi,Corporația lui Sinestro și agentul Larfleeze/Orange. 
Se pare că deși criza nu a venit, cum Batman nu a suferit anumite traume când se afla sub influența lui DarkSeid sau a lui Alien Manhunter( ei amândoi fiind vii) în acest univers, el este o formă mult mai perfecționată decât aceea apârută în primele versiuni ale edițiilor DC Comics. Barry Allen în acest univers este Flash. Conner Kent sau Superboy și Bart Allen ca și copilul lui Flash trebuie să își facă apariția deși nu au nici o legătură cu acțiunea care se petrece în joc. 
Jonathan Kent este de asemenea prezent în acest univers. Multe povești aflate în legătură cu instanțele de raid ale jocului sunt strâns conectate de Criza Finală. 
Aceste exemple cuprind instanța de jucare de pe  Insula Oolong  care are ca personaje principale pe Black Adam și pe Darkseid, aceștia fiind deocamdată neexistenți în joc. De asemenea anumite evenimente cheie din interiorul jocului care sunt în legătură cu firul principal DC, incluzând Criza de pe Pământurile infinite, Moartea lui Superman și căderea Cavalerului Negru sunt incluse în această versiune DC. Designul personajelor( texturile grafice) ține în totalitate de conceptele vechi ale acestora, nemodificându-se nimic.

## Locații
Următoarele locații apar în joc:
•	Orașul Gotham
	Insula Arkham
	Azilul Arkham
	Grădinile botanice din Arkham
	Insula Dock
	Uzina de tratament a lui DeAngelo
	Burnley
	Terenurile Burnley Freight
	Clubul 539 -De altfel cunoscut și ca clubul lui Burnley, este unul dintre cluburile de noapte pe care răufăcătorii îl pot folosi ca și adăpost.
	Grădinile botanice Giordano
	Apartamentul Gotham Arms
	Spitalul Mercy General din Gotham
	Camera de bătaie din Gotham - Un alt adăpost pentru răufăcători. Cei care îl aleg pe Joker ca mentor își încep misiunile de aici.
	Universitatea Gotham
	Sera
	Depozitul muzeului de istorie naturală
	Turnul Von Gruenwald
	Radioul WGTUO
	Districtul diamantelor
	Stația 12 GCPD - Adăpost pentru eroi.
	Iceberg Lounge
	Apartamentul Intergang
	Depozitul misterios
	Centrul One Gotham
	Clădirea R.H. Kane
	Templul crimei
	Wayne Enterprises
	Partea de est
	Semnalul liliacului( acel reflector folosit la chemarea lui Batman)
	Farul lui Carmine
	Aleea Crimei
	Clinica Liberă din East End
	Hotelul Regal din East End
	Casa Memorială Ellis a convalescenței
	Secția de poliție nr.9 –Este folosită ca și adăpost de către eroi. Cei care îl aleg pe Batman ca mentor încep questul de început din această locație.
	Unitatea Specială Gotham City
	Canalele din Gotham
	Uzina Lex Corp
	Uzina lui Malone( de îmbunătățire)
	Vechea fabrică de Coca Cola
	Clădirea Wayne Enterprises
	Bowery
	Casa memorială Wayne
	Gotham City Chinatown
	Centrul cultural chinez
	Muzeul de istorie naturală
	Vechiul Gotham
	Cathedral Square
	Turnul cu ceas
•	Orașul central
•	Turnul de veghe
•	Hala Osândei
•       Ace Chemicals
•	Zona 51
•	Azilul Arkham
•	Peștera lui Batman
•	Blüdhaven
•	Orașul de pe coastă
•	Fortăreața singurătății
•	Muzeul lui Flash
•	Insula gorilei
•	Khandaq
•	Oa

•	Insula Oolong
•	Smallville
•	Insula lui Stryker
•	Lexcorp
•	Întreprinderile Wayne
•	Metropolis
	Downtown Metropolis
	Parcul Centennial
	Daily Planet
	Glenmorgan Square
	Turnul LexCorp
	Vechile laboratoare S.T.A.R
	Stația Uniunii
	Districtul Istoric
	C.A.O. Dams
	Primăria Metropolis
	Tribunalul Metropolis
	Muzeul de artă Metropolis
	Spitalul de urgențe Metropolis
	Spațiul vechi olandez
	Mica Boemie
	Clubul L'Excellence -  Este unul dintre cluburile de noapte pe care răufăcătorii îl pot folosi ca și adăpost.
	Secția 3 MD - Este folosită ca și adăpost de către eroi.
	Metropolis spitalul general
	Metropolis Metrodome
	Străzile din Queensland și plaja
	Districtul commercial Southbank
	Universitatea din Metropolis
	Cheile râului din Vest
	Metropolis Chinatown
	Secția 5 MPD -  Este folosită ca și adăpost de către eroi.
	Magazinul magic al lui Madame Xanadu
	Teatrul chinezesc Manheim
	Districtul North Market
	Sheeda's Den -  Este unul dintre cluburile de noapte pe care răufăcătorii îl pot folosi ca și adăpost.
	Centrul
	Mallul de pe Cain Street
	Parcul Centennial
	Club deVille - Este unul dintre cluburile de noapte pe care răufăcătorii îl pot folosi ca și adăpost.
	Spitalul memorial Ellsworth
	Secția de poliție MPD 7 -  Este folosită ca și adăpost de către eroi. 
	Spitalul general Metropolis
	Insulalui Striker
	Mahalaua sinuciderii 
	Clubul Așilor
	Șantierele navale Metropolis 
	Steelworks
	Districtul Tomorrow
	Bulevardul Tomorrow
	Centrul corporației Big Belly
	Comunicațiile galactice
	Coridorul memorial Jerry White
	Secția de poliție MPD 8
	Stația centrală New Troy
	Clădirea laboratoarelor S.T.A.R
	Turnul de știință 
	Podul municipal Simon
	Industriile Starware

De asemenea mai există locații împrăștiate de-a lungul lui Metropolis și al Orașului Gotham pentru ambele campanii. În campania eroului, jucătorii au secții de poliție. În campania răufăcătorului, jucătorii au diverse cluburi de noapte. Taberele opuse nu pot intra în aceste zone.

## Distribuirea rolurilor (vocale)
Lista personajelor DC este foarte mare.
•	Adam Baldwin – Superman/Clark Kent 
•	Corey Burton – Brainiac 
•	Kevin Conroy – Batman/Bruce Wayne 
•	Michelle Forbes – Circe
•	Mark Hamill – The Joker
•	James Marsters – Lex Luthor
•	Dwight Schultz – Flash/Barry Allen și Martian Manhunter
•	Arleen Sorkin – Harley Quinn
•	Gina Torres – Femeia Minune
•	Wil Wheaton – Robin/Tim Drake
•	Leif Anders – Jack Ryder, Lucius Fox, Brain, Monsieur Mallah
•	Jens Andersen – Aquaman, Gorilla Grodd, T.O. Morrow
•	Lowell Bartholomee – Roboții lui Brainiac, Gorilele lui Grodd, Clonele Parazite, Fantomele Sperietoarei de ciori
•	Leah Bowers – Amazons, Oamenii Pisică, Civilii, Cupids, Felix Faust's Magents, Lacheii lui Joker, Liga Asasinilor, Oamenii de știință
•	Alexander Brandon – Black Adam, Black Lightning, Cyborg, Major Force, General Zod
•	Tracy W. Bush – Calculator, Booster Gold, Deathstroke, and Ambush Bug
•	Charlie Campbell – Kilowog, Ticăloșii de la fabrica Ace, Roboții lui Brainiac, Civilii, Lacheii lui Joker, Spectre Posedate, Zombie
•	Bruce Carey – Bruno Mannheim
•	Katherine Catmull – Oracolul/Barbara Gordon, Atlanții, Zombies
•	Debra Cole – Amanda Waller, Veronica Cale, Trupele LexCorp
•	D.B. Cooper – Doamna Shiva
•	Robert Deike – Zoom, Sensei, Roboți, Oameni de știință
•	Robert Faires – Paraziți, Creaturile lui Poison Ivy
•	Christoper S. Field – Demonul Etrigan, Sperietoarea de ciori, Muncitorul Hazmat
•	Claire Hamilton – Vânătoarea/Helena Bertinelli, Zatanna, Poliția
•	Samantha Inoue Harte – Isis, Zombie
•	Matt Hislope – Doctorul Sivana, Păpușarul, Roboții păpușarului
•	Joey Hood – Aripa Nopții, Poliția
•	Kelley Huston – Canarul negru, Femeia pisică
•	Deena Hyatt – Donna Troy, Oamenii de știință
•	Benjamin Jansen – Față de lut, Ziua Osândei
•	David Jennison – Săgeată Verde/Oliver Queen, Undă de șoc, Jeremiah Arkham, Pinguinul, Solomon Grundy, Vânătorii de oameni
•	Brian Jepson – Felix Faust, Ultra-Humanite, Santinelele magice
•	Jodi Jinks – Ecou, Demonii, Poliția
•	Alex Keller – Roboții lui Brainiac, Civilii, Ticăloșii lui Carmine Falcone, Gărzile, Poliția, Roboții, Oamenii de știință, Gorilele Ultra-Humanite
•	Robert Kraft – Domnul Freeze, Sinestro, Spectre
•	Jenny Larson – Afrodita, Whisper A'Daire
•	Lana Lesley – Giganta, Fata Șoim, Santinelele Magiei
•	Jason Liebrecht – Bane, Eclipso, Omul Șoim
•	Christopher Loveless –Oamenii de știință, Watchtower Security
•	Ev Lunning – Brother Blood, Chang Tzu
•	Aaron Mace – Lanterna verde/Hal Jordan, Pălărierul nebun, Gărzile, Prizonierii
•	Joe Mandia – Bizarro, Căpitanul Atom, Tornadă Roșie, Trigon
•	Robert Matney – Doctorul Psycho, Cadavrul Lanternei Verzi, Dronele stupului, Liga Asasinilor
•	Josh Meyer – Beast Boy, Civilii
•	Ellie McBride – Query, Talia al Ghul, Cadavrul lui Sinestro
•	Shannon McCormick – Arkillo, Căpitanul Marvel, Ghicitorul
•	Adriene Mishler – Cheetah, Lois Lane, Power Girl, Corb, Starfire, Supergirl, Ursa
•	Christina J. Moore – Femeia liliac, Killer Frost, Kryptonienii, Oamenii de știință
•	Edwin Neal – Două fețe, Killer Croc, Harvey Bullock
•	Robert Newell – Doctorul Fate, Trupele LexCorp
•	Diane Perella – Martha Kent
•	Jason Phelps – Alan Scott/Lanterna Verde, Poliția, Oamenii umbrelor
•	William Price – Jor-El
•	Mindy Raymond – Fata minune/Cassie Sandsmark, Oamenii de știință
•	Shawn Sides – Foc, Cadavrul Lanternei Verzi, Poliția
•	Lorrie Singer – Lana Lang, Maggie Sawyer, Sarah Charles, Vicki Vale
•	Mike Smith – Pete Ross, Ticăloșii de la fabrica Ace, Atlanții, Ticăloșii lui Bane, Preotul Black Adam, Civilii, Creaturile doctorului Freeze, Cadavrul Lanternei Verzi, Gorilele lui Grodd, Gărzile, Ticăloșii lui Joker, Liga Asasinilor, Trupele LexCorp, Mutanții, Creaturile lui Poison Ivy, Poliția, Prizonierii, Roboții, Cadavrul lui Sinestro, Zombie
•	Brian Talbot – Vandal Savage, Kyle Abbot
•	Doug Taylor –Ticăloșii de la fabrica Ace, Cultul Fraților Sânge, Ticăloșii lui Joker
•	Ken Thomas – Brother Eye, Lanterna verde/John Stewart, Oțel
•	Mical Trejo –Ticăloșii lui Carmine Falcone, Ticăloșii sperietoarei de ciori
•	Chilimbwe Washington – Creatura din mlaștină
•	Shanon Weaver – Căpitanul Boomerang, Hush, Skeets, Domnul Mxyzptlk
•	Ken Webster – Comisarul James Gordon, Pisică sălbatică, Cadavrul lui Sinestro
•	Karen Welford – Ticăloșii de la fabrica Ace, Amazonienii, Atlanții, Cultul Fraților Sânge, Trupele lui Cadmus, Civilii, Vocile exobiților, Spectrul Posedat
•	Ryan Wickerham – Captain Cold, Flash/Jay Garrick
•	Cyndi Williams – Poison Ivy, Regina albinelor, Vocile din reclame, Civilii
•	Ben Wolfe – Ra's al Ghul
•	Brandon Young – Jonathan Kent, Jimmy Olsen, Maestrul Oglinzilor, Vrăjitorul vremii, Oamenii de știință

## Benzile desenate
DC Universe Online: Legende este o serie limitată de benzi desenate publicate de către DC Comics. Seria a debutat pe data de 2 februarie 2011,  fiind o expansiune a acțiunii din MMORPG-UL DC Universe Online. Seria este scrisă de către Marv Wolfman și Tony Bedard, Tom Taylor ocupându-se de numerele 16 și 17 ale revistei. Original au fost anunțate 52 de numere cu apariție săptămânală, dar totul a fost preschimbat la 26 de numere, cu apariția unei reviste la două săptămâni de cealaltă pe tot parcursul anului 2011.

## Dezvoltarea și actualizările
O versiune Beta a fost lansată pe data de 14 decembrie 2010, fiind apoi închisă pe 5 ianuarie 2011. Erau numeroase probleme tehnice atunci când a fost închis betaul, jumătate dintre acestea fiind rezolvate odată cu lansarea oficială a jocului.
Jocul are în prezent 7 actualizări majore împreună cu numeroase îmbunătățiri. În august 2011, serverul global de DCUO a consolidat toate canalele disponibile în acel moment pentru PS3 și PC în patru mega canale, astfel oferindu-le jucătorilor posibilitatea de a avansa mai rapid în joc, cu ajutorul de power leveling, de către un jucător care are un caracter de nivel mai mare.
Pe 6 septembrie 2011, primul conținut descărcabil a fost lansat, numindu-se Fight For The Light. Acest pachet includea, o a șaptea putere,lumina, împreună cu posibilitatea de a te alătura fie Corporației Lanternelor Verzi(eroi), fie Corporației Sinestro(răufăcători). De altfel includea și 3 moduri noi de luptă în grup și modul de duo. Pachetul era gratis pentru toți abonații din acel moment. DC Universe Online a devenit un MMO gratis de pe data de 2 noiembrie 2011. Există opțiunile de Premium și Legendary pentru cei care vor să investească în joc. 
Toți jucătorii noi sunt creați ca și membrii care s-au alăturat gratuit. Toate conturile de dinainte de versiunea gratis care au încetat să mai plătească abonamentul au fost transferate la versiunea Premium. Statutul de Premium este acordat numai jucătorilor care au făcut o investiție de minimum 5$ în interiorul jocului. Jucătorii Legendari plătesc abonamentul lunar.

## Recepție
DC Universe Online a obținut critici amestecate cât și pozitive în urma lansării sale. Nick Kolan de la IGN a spus "Mi-aș fi dorit să-l iubesc pe DC Universe Online, dar în schimb doar îmi place. Are foarte multe detalii care creează o atmosferă unică, vocile actorilor sunt superbe, foarte multe setări grafice sunt bine definite, combat în timp rapid și o întreagă piață de oameni care până acum au avut prea puțin de-a face cu MMO-urile. " Angajatul Gamespot Kevin VanOrd scrie despre DC Universe, "Jucătorii pe PC o să fie loviți imediat de interfața asemenea consolelor și de filtrul profan, care inexplicabil poate fi dezactivat. Totuși timpul de încărcare pe PC este rapid și poți călători foarte lin de-a lungul cerului. PlayStation 3 are o versiune care este mult mai lentă. Meniurile apar foarte greu, cadrele sunt schimbate foarte des, sau jocul se blochează pentru o secundă sau două, textura din joc care este susținută de tehnologia lui Unreal Engine 3 fiind prea predominantă.